# Zelotes kusumae
Zelotes kusumae este o specie de păianjeni din genul Zelotes, familia Gnaphosidae, descrisă de Benoy Krishna Tikader în anul 1982. Conform Catalogue of Life specia Zelotes kusumae nu are subspecii cunoscute.